# Passo della Mendola
Le passo della Mendola (Mendelpass en allemand ; col de la Mendola en français) est un col alpin du Trentin-Haut-Adige, en Italie, sur la route nationale 42. Il se situe à 1 363 mètres d'altitude.

## Géographie
Situé à la frontière entre les provinces de Trente et Bolzano, le col relie le haut val di Non, et en particulier le centre de Cles, avec Bolzano, dans le val d'Adige. Il est situé à quelques kilomètres au sud du passo delle Palade, qui relie Cles à Merano. Du col, une route de 3,9 km mène à Monte Penegal (1 737 mètres) d'où s'ouvre une vue à 360 degrés sur la vallée de l'Adige, et en particulier sur la ville de Bolzano, et les bois du haut val di Non.
Du passo della Mendola partent de nombreux chemins vers le Monte Penegal, le Monte Toval, le Monte Macaion ou encore le Monte Roen. Plusieurs hôtels et habitations se trouvent au col. Il abrite également un centre culturel de l'Université catholique du Sacré-Cœur.

## Accès
Le col est accessible par la route nationale 42.
Le funiculaire Mendelbahn mène également au col depuis Caldaro. Conçu par l'architecte suisse Emile Strub puis construit en 1903, il franchit un dénivelé de 854 mètres pour une longueur de 2 370 mètres et fait partie du système de transport public local,. La pente maximale est de 64 %. Les dernières rénovations remontent à 2009.
Jusque dans les années 1930, le train à voie étroite du chemin de fer Alta Anaunia (chemin de fer Dermulo-Fondo-Mendola) atteignait le col.

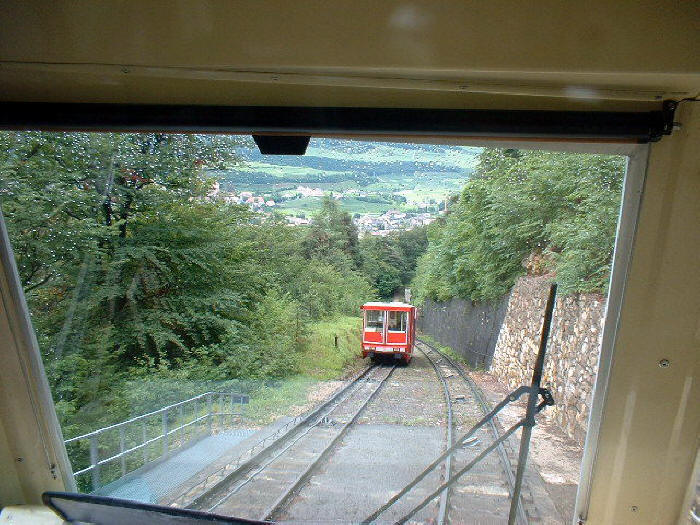
Le funiculaire menant au col.
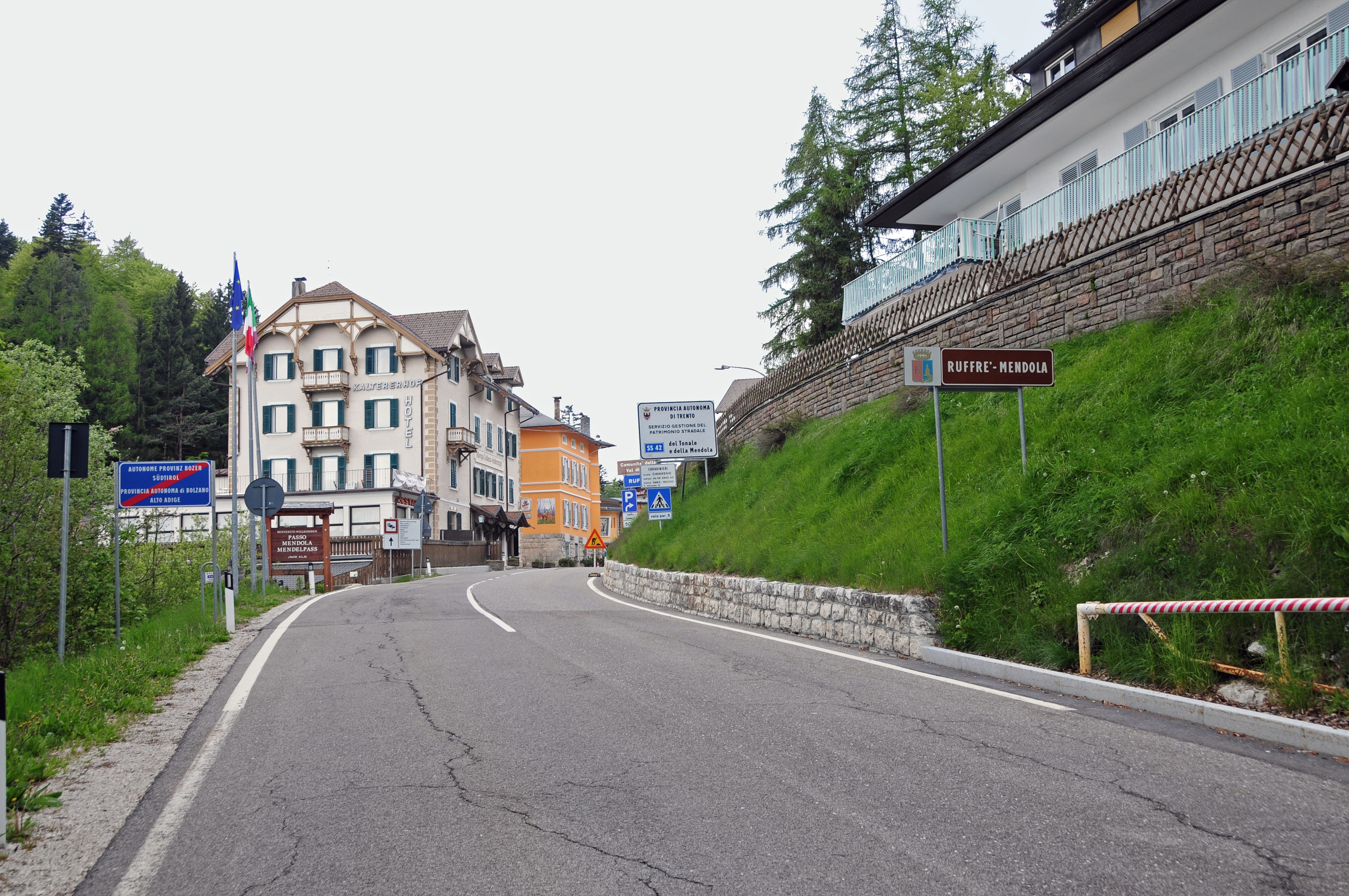
La route nationale 42 au col.

## Histoire

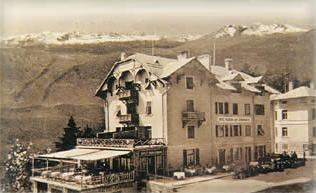
L'un des premiers hôtels construits au col, vers 1890.

La construction de la route du col dura 5 ans, de 1880 à 1885. En 1886, l'ancienne ferme Mendelhof, propriété des comtes de Thoune pendant des siècles, fut transformée en hôtel et spa.
Station thermale, le col devint rapidement une destination de vacances réputée très appréciée de la noblesse de toute l'Europe : François-Joseph Ier, empereur d'Autriche, séjourna à Mendola en 1903. L'impératrice Élisabeth de Wittelsbach a choisi à plusieurs reprises d'y passer ses vacances. Parmi d'autres personnages célèbres figurent l'écrivain Karl May, le lauréat du prix Nobel Wilhelm Conrad Röntgen et le leader indien Mahatma Gandhi. La Première Guerre mondiale a mis un terme brutal aux activités thermales.
Après la Seconde Guerre mondiale, la route de la Mendola a été le théâtre de diverses courses de motos et de voitures, dont le contre-la-montre Appiano-Mendola qui a été pendant plusieurs années inclus dans le championnat national. Les trois dernières éditions du Mille Miglia (1958, 1959 et 1961) sont passées par le passo della Mendola.

## Cyclisme
Le passo della Mendola est une ascension historique du Giro d'Italia : il a été abordé pour la première fois en 1937, et a depuis été gravi à plusieurs reprises. Le versant le plus difficile est celui du Tyrol du Sud, même si les pentes ne sont pas prohibitives : la montée de 14,8 km a une pente moyenne de 6,5 % et une déclivité maximale de 7,9 %.
| Année | Étape                               | Premier au col       | Ascension depuis |
| ----- | ----------------------------------- | -------------------- | ---------------- |
| 1937  | 17 : Merano > Gardone Riviera       | Gino Bartali         | Haut-Adige       |
| 1958  | 18 : Bolzano > Trente               | Nino Defilippis      | Haut-Adige       |
| 1959  | 16 : Bolzano > San Pellegrino Terme | Pasquale Fornara     | Haut-Adige       |
| 1969  | 22 : Cavalese > Folgarida           | Vittorio Adorni      | Haut-Adige       |
| 1971  | 19 : Falcade > Ponte di Legno       | Gianni Motta         | Haut-Adige       |
| 1977  | 18 : Cortina d'Ampezzo > Pinzolo    | Alfio Vandi          | Haut-Adige       |
| 1978  | 17 : Cavalese > Monte Bondone       | Ueli Sutter          | Trentin          |
| 1980  | 19 : Longarone > Cles               | Tommy Prim           | Haut-Adige       |
| 1990  | 17 : Moena > Aprica                 | Claudio Chiappucci   | Haut-Adige       |
| 1996  | 21 : Cavalese > Aprica              | Mariano Piccoli      | Haut-Adige       |
| 1997  | 20 : Brunico > Passo del Tonale     | Massimo Podenzana    | Haut-Adige       |
| 2000  | 14 : Selva di Val Gardena > Bormio  | José Jaime González  | Haut-Adige       |
| 2004  | 17 : Brunico > Fondo/Sarnonico      | Alessandro Bertolini | Haut-Adige       |
| 2016  | 16 : Bressanone > Andalo            | David López García   | Haut-Adige       |
| 2019  | 17 : Commezzadura > Anterselva      |                      | Trentin          |

Il a également été grimpé lors de la 2e étape du Tour des Alpes 2022, classé en première catégorie.